# Julius Heinrich Wilhelm Campe
Julius Heinrich Wilhelm Campe (* 18. Februar 1846 in Hamburg; † 13. November 1909 ebenda) war ein deutscher Verleger und Politiker.

## Leben

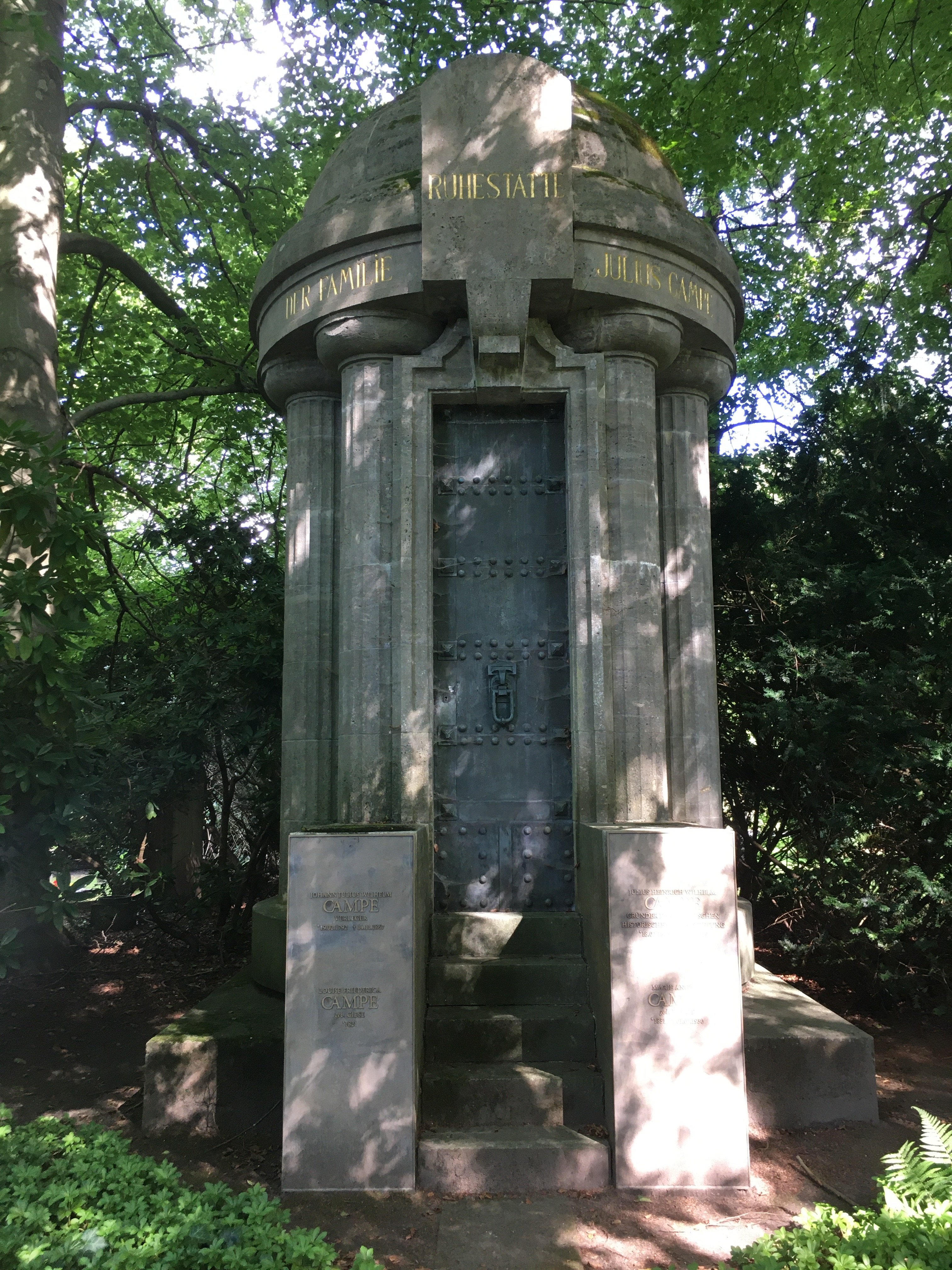
Familiengrabstätte Campe auf dem Friedhof Ohlsdorf

Campe war Sohn von Julius Campe und  Erbe des Verlages Hoffmann und Campe, den er erfolgreich weiterführte. Er stiftete die Campe’sche Historische Kunststiftung aus deren Erträgen Kunstwerke für die hamburgischen Sammlungen erworben werden.
Campe übernahm um 1909 das 1873 angefertigte Heinrich-Heine-Denkmal von Louis Hasselriis, das Kaiserin Elisabeth von Österreich-Ungarn 1892 im Park ihres Schlosses Achilleion auf Korfu hatte aufstellen lassen. Campe bot der Stadt Hamburg das Denkmal als Geschenk an, diese lehnte jedoch ab. Später wurde das Denkmal zunächst im Barkhof in der Hamburger   Mönckebergstraße 12, aufgestellt und kam dann über Altona nach Toulon. 
Campe gehörte von 1878 bis 1880 der Hamburgischen Bürgerschaft an. Er ruht in der Familiengrabstätte auf dem Friedhof Ohlsdorf im Planquadrat Y 13 südlich des Nordteichs.